# Station Luant
Station Luant is een spoorwegstation in de Franse gemeente Luant.